# Kocik Młyn
Kocik Młyn – wąskotorowy przystanek osobowy Bydgosko-Wyrzyskich Kolei Dojazdowych w Kociku-Młynie, w gminie Białośliwie, w powiecie pilskim, w województwie wielkopolskim. Został oddany do użytku w dniu 21 lutego 1895 roku razem z linią kolejową z Białośliwia Wąskotorowego do Łobżenicy.